# Нестеровцы (Хмельницкая область)
Нестеровцы (укр. Нестерівці) — село в Дунаевецком районе Хмельницкой области Украины.
Население по переписи 2001 года составляло 1473 человека. Почтовый индекс — 32424. Телефонный код — 3858. Занимает площадь 3,086 км². Код КОАТУУ — 6821887101.

## Местный совет
32424, Хмельницкая обл., Дунаевецкий р-н, с. Нестеровцы